# 나이트 위저드
《나이트 위저드》(일본어: ナイトウィザード, Night Wizard!)는 2002년에 엔터브레인에서 출판된 일본의 TRPG이다. 저자는 키구치 타케시, F.E.A.R.. 2007년 10월에는 TRPG 룰북의 제2판이 되는 나이트 위저드 The 2nd Edition(일본어: ナイトウィザード The 2nd Edition)가 발매되었다. 현대를 무대로 뒤에서 세계를 지키는 마법사들의 활약을 그린 라이트 노벨풍의 로우 판타지 작품으로 세계설정의 분위기 등은 아리스소프트의 게임 《밤이 온다!》의 영향을 강하게 받아서 비슷하다는 느낌이 난다
게임화의 경우는 2004년 여름 일본의 어덜트 게임 메이커 RUNE사로부터 나이트 위저드의 TRPG 세계관을 배경으로 삼는 나이트 위저드 마법대전 ~The Peace Plan to Save the World~가 발매되었으며, 2008년에는 플레이스테이션2용 게임 소프트 나이트 위저드 The VIDEO GAME ~Denial of the World~가 5pb.Games으로부터 2008년 2월 28일에 발매되었다.
또한 미디어 믹스도 진행되어 2007년 6월부터 2008년 5월까지 패미통 PLAYSTATION+ 잡지에 만화판 《베리어블 위치》가 연재되었으며, 2007년 가을부터는 일본내 심야 시간대에 애니메이션이 제작되어 나이트 위저드 The ANIMATION이 방영되었다. 또한 2008년 6월부터 패미통 PLAYSTATION+ 잡지에 새로운 만화판 시리즈가 연재될 예정이다.

## 시스템

### 속성 일람
선택한 속성에 의해 능력치가 결정되는 것 외에, 사용가능한 마법의 종류도 결정된다.
- 천(天) - 빛과 법을 상징하는 속성. 치유마법에 소질이 있다.
- 명(冥) - 어둠과 혼돈을 상징하는 속성. 공격마법에 소질이 있다.
- 지(地) - 대지와 안정을 상징하는 속성. 백병전에 소질이 있다.
- 수(水) - 바다와 조화를 상징하는 속성. 마법전반에 소질이 있다.
- 화(火) - 타오로는 불길과 파괴를 상징하는 속성. 백병전에 소질이 있다.
- 풍(風) - 대기와 자유를 상징하는 속성. 사격전에 소질이 있다.
- 허(虚) - 허공과 무를 상징하는 속성. 백병전에 소질이 있다.

### 클래스 일람
선택한 클래스에 의해 사용 가능한 특수능력이 정해진다. 참고로, 《나이트 위저드 The 2nd Editon》의 “스타일”도 본 항목에서 언급한다.

#### 《나이트 위저드》 시리즈 공통 클래스
용자(勇者)
세계를 지키기 위해서 지구 자신이 특별한 힘을 부여한 선택받은 위저드. 전 클래스 내에서 유일하게 프라나를 수정하고 더할 수 있는 특기를 가지고 있다.
또한 영어 표기는 “Brave”가 아닌 룰 제1판에선 “Excellent Warrior”, 제2판에선 “Hero”가 된다.
강화인간(強化人間)
싸우기 위하여 육체와 정신을 개조한 위저드. 물리적인 공격능력이 높다.
마술사(魔術師)
흔히 말하는 “마법사”라고 불리는 클래스. 마도서를 써서 여러 가지 주문을 사용한다.
성직자(聖職者)
신의 축복에 의해 퇴마의 힘이 주어진 엑소시스트. 판타지 RPG에서 말하는 “회복마법을 사용하는 승려”와 같은 클래스가 아니고, 솔선해서 에뮬레이터나 어둠의 마귀를 섬멸하는 “지원도 가능한 전사” 타입.
음양사(陰陽師)
기도를 이용하여 식신을 잡는 일본전통의 음양사.
마검사(魔剣使い)
단 하나의 마기(검이 아니라도 무방)를 자신의 짝으로 삼는 클래스.
닌자(忍者)
은밀한 암살 능력을 가진 현대의 닌자. 이동력과 회피 능력이 뛰어나다.
사도(使徒)
신이나 수호자로 대표되는 상위 존재로부터 세계의 수호를 지시받은 사자. 천사.
흡혈귀(吸血鬼)
사람의 피를 빼앗아 삶을 연장하는 전설의 흡혈귀.
마물술사(魔物使い)
마물을 사역마로 사용. 소환사적인 측면을 포함한다. 제2판에와서는 비주얼적으로 마물을 직접 몸에 두른 요소도 볼 수 있게 되었다.
인조인간(人造人間)
사람의 손에 의해 인공적으로 만들어진 존재. 클론이나 로봇, 호문클로스 등이 이 클래스가 된다.
인랑(人狼)
짐승으로 변화할 수 있는 대자연의 자식. 늑대 인간.
롱술사(龍使い)
기(氣)를 조종할 수 있는 위저드. 격투가로서의 소질이 있으며, 맨손이나 몽둥이를 사용한 공격이 특기이다.
크게되는 자(大いなる者)
신이나 수호자로 대표되는 상위 존재 자체를 아우르는 클래스.
전생자(転生者)
현대에 전생한 초고대문명의 전사. 고대의 로스트 테크놀러지로 만들어진 무기, “유산(遺産)”을 가지고 있다.
꿈술사(夢使い)
사람의 정신을 조작하는 능력이 특기인 위저드. 드림 헌터.

#### 《나이트 위저드 The 2nd Editon》에서 추가된 클래스
- 스타일 클래스

어택커(アタッカー)
플레이어 캐릭터가 물리공격에 특기임을 상징한다.
디펙터(ディフェンダー)
플레이어 캐릭터가 적의 공격으로부터 자기 자신이나 동료를 보호하는 것이 특기임을 상징한다.
캐스터(キャスター)
힐러(ヒーラー)
- 위저드 클래스

침마소환사(侵魔召喚師)
타락한 자(落とし子)
이능자(異能者)

## 세계설정

### 마법과 위저드
《나이트 위저드》의 세계에선 마법이 확실하게 존재한다.

### 에뮬레이터
PC들이 싸우게 되는 적대존재의 대상. 일본어 표기로는 《신마》(侵魔, 침마)로 쓰여 있다.

### 세계결계
에뮬레이터들의 침략으로부터 몸을 지키기 위하여 태고적부터 지구전체에 세계결계라 불리는 보이지 않는 결계를 펼쳐 놓고 있다.

## TV 애니메이션
2007년 10월부터 《나이트 위저드 The ANIMATION》이라는 제목으로 일본내에서 방영되었다. 원작과 달리 스토리는 오리지널이지만 잡지에 연재되었던 리플레이에서 캐릭터·에피소드·설정을 포함하여, 그 뒤에 일어난 이야기로 설정되어 있다.

### 등장인물
히이라기 렌지(柊蓮司) 성우：야나기 나오키
주인공. 마검사. TRPG리플레이에선 PC였다. 에리스를 지키고, “칠덕의 보옥”을 지키도록 안젤롯에게서 명령받았다. 안젤롯으로부터 매번 무리하게 임무를 부여받는 바람에 학교의 출석일수가 부족하지 직전상태라 졸업을 할 수 있을지 없을지 아슬아슬한 상태. 사건이 일어날 때마다 무언가가 떨어져 버리는 일이 유명하여 이번에도 임무 때문에 고교 3년에서 고교 2년으로 떨어져 버렸다. 일명 “떨어지는 남자.”
시호우 에리스(志宝エリス) 성우：미야자키 우이
애니메이션판의 메인 히로인이면서 원작 리플레이에선 등장하지 않았던 오리지널 캐릭터. 고교2년생의 고아로, 이야기가 시작되면서 주인공 일행이 재학 중인 학교에 전학해 온다. 매지컬 워페어를 끝낼 수 있는 존재로 전학 올 당시엔 아직 자신이 위저드라는 사실을 자각하지 못하고 있었다.
<칠덕(七徳)의 보옥>
빨간색：절제(節制)의 보옥
청색(물색)：현명(賢明)의 보옥
황색：희망(希望)의 보옥
녹색：신뢰(信賴)의 보옥
주황색：자애(慈愛)의 보옥
자주색：강의(剛毅)의 보옥
남색：정의(正義)의 보옥
전생자. 사실은 모든 것을 무로 되돌리는 전설의 파괴신 샤이멀의 전생체이다.
아카바네 쿠레하(赤羽くれは) 성우：사토 리나
음양사. 리플레이에선 PC였다. 렌지의 소꿉친구로 천문부부장. 에리스를 부원이 부족하여 폐부직전이던 천무부로 권유한다.
히무로 아카리(緋室灯) 성우：코구레 에마
강화인간. 리플레이에선 PC였고 캐릭터를 작성하여 사용한 플레이어는 성우와 동일한 코구레 에마였다. 말이 없는 편이고 “건너즈 불름”을 무기로 사용한다.
벨 제파(ベール＝ゼファー) 성우：고토 유코
크게되는 자(대마왕). “파리의 여왕”이라는 2개의 이름을 가지고 있는 마왕. 소녀의 모습을 하고 있다. 이번에는 칠덕의 보옥을 노리고 부하 마왕들과 함께 위저드 들을 공격한다. 하지만 그 일은 그녀에게 있어서는 단순한 게임에, 진지한 면은...
리온 군타(リオン＝グンタ) 성우：유즈키 료카
사도. 이번에는 벨 제파와 손을 잡고 있지만 이유는 불명. 이쪽도 소녀의 모습을 하고 있다. 세계의 여러 가지 비밀이 쓰여있는 책을 항상 가지고 다니고 있다.
안젤롯(アンゼロット) 성우：코구레 에마
사도(레벨은 무한대). 소녀의 모습을 하고 있지만 실제 연령은 그 이상(히이라기 왈 “굉장한 할망구”)이고, 최소한 수십 년 동안엔 그 모습에 변함이 없었다. 차분하게 히이라기 일행에게 명령을 내리지만, 거부는 인정하지 않는다.(명령을 내릴 때마다 "제가 지금부터 할 부탁에 '네'나 '예스'로 대답해 주세요"라는 말을 잊지 않는다.) 룰북에 소개되어 있는 NPC이지만 리플레이 “어리석은 자의 낙원”에서 PC로서 등록된 일이 있고, 플레이어는 성우와 동일한 코구레 에마였다. 참고로 상당히 인상적인 대사가 많은 편.
키리히토(キリヒト) 성우：와타나베 아케노
키메이학원 중등부 학생인 위저드. 달표면에서 에리스를 구해준 뒤로 종종 등장. 달표면이라든지 에리스의 꿈속이라든지에서 돌연 등장하는 등 수수께끼가 많다.
사실 그 정체는 세계의 질서를 관리하는 신 게이져인 동시에, 에리스가 그토록 기다려왔던 아저씨였다.

### 스탭
- 원작 : 키구치 타케시/F.E.A.R.(엔터브레인 출간)
- 감독 : 야마모토 유우스케
- 기획 : 시쿠라 치요마루
- 캐릭터 원안 : 이시다 히로유키
- 캐릭터 디자인 : 신타야 토모유키, 미카키 미카코
- 시리즈 구성 : 후지사키 아유나
- 음향감독 : 모토야마 사토시
- 음향제작 : 옴니버스 프로모션
- 음악 : TAMAYO
- 음악제작 : 5pb.
- 애니메이션 제작 : HAL FILM MAKER
- 제작 : NW.FP（HAL, TYO, 키즈 스테이션, 엔터브레인, 5pb.）

### 주제가
오프닝 테마 〈KURENAI〉
노래:미야자키 우이 작사·작곡:오쿠이 마사미 편곡:MACARONI☆
엔딩 테마 〈Erinyes〉
연주·노래:BETTA FLASH 작사·작곡·편곡:TAMAYO

### 각화 제목
| 화수 | 제목                                  | 제목(원제)                          | 방영일시         |
| ---- | ------------------------------------- | ----------------------------------- | ---------------- |
| 1    | 월갑 ~붉은 달, 푸른 눈동자~           | 月匣 〜紅き月、碧き瞳〜             | 2007년 10월 2일  |
| 2    | 떨어지는 남자 ~세계는 노려지고 있다~~ | 下がる男 〜世界は狙われている〜     | 2007년 10월 9일  |
| 3    | 두 개의 불꽃 ~추락하는 메가라니카~    | 二つの炎 〜堕ちてメガラニカ〜       | 2007년 10월 16일 |
| 4    | 키리히토 ~월면에서의 만남~            | キリヒト 〜月面の出逢い〜           | 2007년 10월 23일 |
| 5    | 외딴 섬 ~두 명의 마검 사용자~         | 孤島 〜二人の魔剣使い〜             | 2007년 10월 30일 |
| 6    | 악몽 ~에리스, 깨어나지 않고~          | 悪夢 〜エリス目覚めず〜             | 2007년 11월 6일  |
| 7    | 작은 인연 ~에리스의 선물~             | 小さな絆 〜エリスの贈り物〜         | 2007년 11월 13일 |
| 8    | 시대를 날다 ~소녀의 탑~               | 時代を翔ける 〜少女の塔〜           | 2007년 11월 20일 |
| 9    | 판도라의 상자 ~ 벨 VS 안젤롯 ~        | パンドラの匣 〜ベル対アンゼロット〜 | 2007년 11월 27일 |
| 10   | 파괴신 ~카르네아데스의 판자~          | 破壊神 〜カルネアデスの板〜         | 2007년 12월 4일  |
| 11   | 기억의 파편 ~환상에 빠지다~           | 記憶の欠片 〜幻想に、舞う〜         | 2007년 12월 11일 |
| 12   | 안녕                                  | さよなら                            | 2007년 12월 18일 |
| 13   | 해피 버스데이                         | ハッピー・バースデイ                | 2007년 12월 25일 |

## 게임화 작품

### 나이트 위저드 마법대전 ~The Peace Plan to Save the World~
2004년 6월 25일 발매. RUNE 제작. PC용 소프트로서 대상등급은 성인용.

### 나이트 위저드 The VIDEO GAME ~Denial of the World~
5pb.Games 제작. 플레이스테이션2용. 2008년 2월 28일 발매.

#### 게임 시스템
보통의 회화신에서는 일반적인 텍스트 어드벤처 게임의 모습을 띠지만 원작이 TRPG 게임인 까닭에 몇가지 추가적인 시스템이 도입되었다. 아래에서 그에 관해서 소개한다.
져지 시스템
져지 시스템은 주인공 “히이라기 렌지”가 일으키는 행동이 성공할지 어떨지를 주사위로 결정하는 시스템. 화면상에 표시된 보더(Border)수치 이상의 수가 나오면 성공. 실패했을 경우엔 데미지나 페널티가 있을지도...
게임 마스터
게임 마스터 모드(GM 모드)는 나이트 위저드의 설정, 세계관을 게임 마스터가 설명 하거나 스토리 중간중간에 잡담등을 늘어놓는 모드이다. 단지 게임 마스터 혼자 이야기하는 것이 아니라 히이라기나 다른 등장인물과의 회화도 행하면서 이야기를 진행하기 때문에, TRPG의 리플레이를 읽는 것과 같은 분위기를 맛볼 수 있다.
참고로, 게임 마스터는 음성이 지원되지 않는다.
전투
어드벤처 파트의 1화마다 1~2회의 전투를 펼치게 된다. 여기선 원작의 TRPG룰에 따라서 스킬이나 마법을 이용 전투를 진행하게 된다. 전투는 커맨드 선택식으로 1라운드당 적페이스, 아군 페이스로 나뉜다. 라운드가 개시하게 되면 어느 쪽이 먼저 공격할지를 동전 던지기로 결정한다. 적의 공격에 대응하여 방어마법, 플라나를 사용하거나, 아군의 공격을 보조마법을 이용하거나 해서 싸움을 유리하게 끌어나가는 것이 중요. 아군간의 연대가 승리의 열쇠라고 할 수 있다.(파티는 최대 4인)
물론 마법과 스킬은 원작의 룰을 기본으로 하여 성능이 설정되어 있다. 덧붙여 어떤 일정조건을 만족하면 필살기급의 스킬을 사용할 수도 있다.
진 경우에도 게임 마스터의 힌트를 듣고 다시 도전할 수 있다.

#### 등장인물
대부분의 등장인물은 애니메이션 쪽의 등장인물 소개를 참조. 이하에선 오리지널 캐릭터에 대해 설명한다.
모치즈키 치하야(望月チハヤ) 성우：코바야시 유우
연초에 키메이 학원에 전학온 소녀. 용자. 환경봉사부의 부장이기도 하다. 중학교 시절 위저드로 눈뜨고나서, 주위에 이해자가 없이 긴 시간 고민의 나날을 보내왔다. “시호 에리스의 반대”로도 말할 수 있다.
전생자. 사실은 에뮬레이터 “부정하는 자”를 봉인하기 위하여 태어난 전생체이다.

#### 주제가
오프닝 테마 〈6th body〉
연주·노래:BETTA FLASH 작사·작곡·편곡:TAMAYO
엔딩 테마 〈Fates〉
노래:미야자키 우이 작사·작곡:오쿠이 마사미 편곡:MACARONI☆
삽입곡1 〈Darkness〉
노래:벨 제파(성우:고토 유코)
삽입곡2 〈Destiny〉
노래:히무로 아카리(성우:코구레 에마)
삽입곡4 〈WHITE HEART〉
노래:아카바네 쿠레하(성우:사토 리나)

## 관련제품 일람

### TRPG 룰북·서플리먼트

#### 나이트 위저드(룰 제1판)
- 나이트 위저드 (엔터브레인 · ISBN 4-7577-0855-6)
- 나이트 위저드 소스북 롱기누스 (엔터브레인 · ISBN 4-7577-2231-1) - 리플레이 《유년기의 끝 ~HUMAN SYSTEM》 수록.
- 나이트 위저드 팬북 파워 오브 러브(パワー・オブ・ラブ) (엔터브레인 · ISBN 4-7577-2617-1)

리플레이 《어리석은 자의 낙원》이 수록되어 있으며 그밖에 시나리오 등이 포함. 부록으로 장편 보이스 드라마, 벽지 데이터 등이 포함된 CD-ROM이 제공된다.
- 나이트 위저드 시나리오집 오버나이트 (엔터브레인 · ISBN 978-4-7577-3640-5)

#### 나이트 위저드 The 2nd Edition
- 나이트 위저드 The 2nd Edition (엔터브레인 · ISBN 978-4-7577-3758-7)
- 나이트 위저드 The 2nd Edition 소스북 스쿨메이즈 (엔터브레인 · ISBN 978-4-7577-3886-7)

### 리플레이
- 붉은 달의 무녀(紅き月の巫女) (엔터브레인 · ISBN 4-7577-1637-0)

컴퓨터 게임 잡지 E-LOGIN에 2002년 4월호부터 2003년 8월호까지 게재된 리플레이를 문고본 형태로 구성.
- 하얀 태양신의 아들(白き陽の御子) (엔터브레인 · ISBN 4-7577-2556-6)

마지큐 2005년 1월호부터 2005년 9월호까지 게재된 리플레이를 문고본 형태로 구성.

### 애니메이션 관련

#### 소설
- 나이트 위저드 The ANIMATION 히이라기 렌지와 보옥의 소녀(柊蓮司と宝玉の少女)(상)
(엔터브레인 · ISBN 978-4-7577-3753-2)
- 나이트 위저드 The ANIMATION 히이라기 렌지와 보옥의 소녀(柊蓮司と宝玉の少女)(하)
(엔터브레인 · ISBN 978-4-7577-3861-4)

#### CD
- KURENAI (5pb. · VGCD-50006<초회한정판>, VGCD-1028<통상판>)

시호우 에리스역을 맡고 있는 성우 미야자키 우이가 부른 오프닝 앨범으로 TV 애니메이션의 오프닝 테마 〈KURENAI〉와 커플링곡으로 PS2판 게임의 엔딩 테마 〈Fates〉를 수록. 또한 초회한정판의 경우 〈KURENAI〉 뮤직 클립 영상이 수록된 DVD가 첨부.
- Erinyes / BETTA FLASH (5pb. · VGCD-1029)

과거 ZUNTATA소속이었던 TAMAYO와 천성의 보컬리스트 Cyua가 결합한 유닛 BETTA FLASH의 메이저 데뷔 싱글 앨범으로 TV 애니메이션의 엔딩 테마 〈Erinyes〉와 커플링곡으로 PS2판 게임의 오프닝 테마 〈6th body〉를 수록.